# کتاب مردگان (فیلم)
«کتاب مردگان» (انگلیسی: The Book of the Dead (film)) یک فیلم است که در سال ۲۰۰۵ منتشر شد. از بازیگران آن می‌توان به ری میازاوا اشاره کرد.